# Golden Masters 1979
Das McEwans Golden Masters 1979, auch McEwans Lager Golden Masters 1979 war ein professionelles Snookerturnier im Rahmen der Saison 1978/79, das im Juni 1979 im nordirischen Newtownards ausgetragen wurde. Sieger der letzten Ausgabe des Turnieres wurde Ray Reardon mit einem Finalsieg über Graham Miles. Mit einem 109er-Break spielte Dennis Taylor das höchste Break des Turnieres und das einzige Century Break.

## Preisgeld
Erneut wurde das Turnier von der Brauerei McEwans beziehungsweise deren Marke McEwans Lager gesponsert. Diesmal gab es nur 1.250 Pfund Sterling als Preisgeld, die auch nur an die Finalisten gingen.
|           | Preisgeld |
| --------- | --------- |
| Sieger    | 750 £     |
| Finalist  | 500 £     |
| Insgesamt | 1.250 £   |

## Turnierverlauf
Es nahmen dieselben vier Spieler teil wie ein Jahr zuvor. Erneut wurde das Turnier im K.-o.-System ausgespielt, diesmal allerdings ohne ein Spiel um Platz 3. Während das Halbfinale im Modus Best of 5 Frames stattfand, wurde das Endspiel im Modus Best of 7 Frames ausgetragen.

|  | Halbfinale Best of 5 Frames | Halbfinale Best of 5 Frames |             |              | Finale Best of 7 Frames | Finale Best of 7 Frames |
|  |                             |                             |             |              |                         |                         |
|  |                             |                             |             |              |                         |                         |
|  | Doug Mountjoy               | 1                           |             |              |                         |                         |
|  | Ray Reardon                 | 3                           |             |              |                         |                         |
|  |                             |                             | Ray Reardon | 4            |                         |                         |
|  |                             |                             |             | Graham Miles | 2                       |                         |
|  | Dennis Taylor               | 2                           |             |              |                         |                         |
|  | Graham Miles                | 3                           |             |              |                         |                         |
|  |                             |                             |             |              |                         |                         |